# Autrigoni

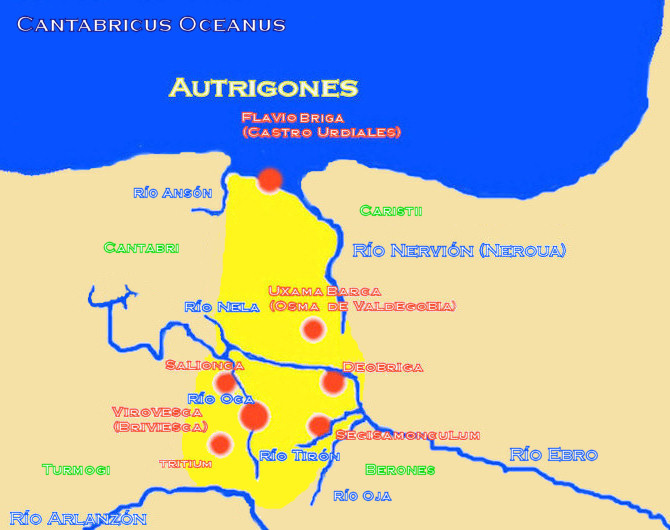

Quella degli Autrigoni è stata una tribù stanziata nel Nord della penisola iberica in epoca pre-romana. 
Sono nominati per la prima volta dagli storici romani Plinio il Vecchio e Pomponio Mela, ma non da Strabone, che collocavano i loro dieci insediamenti a Nord dell'attuale Burgos, tra cui “Tritium Autrigonum” (identificata con l'attuale Monasterio de Rodilla) e "Virovesca" (l'attuale Briviesca).
Sembra che confinassero con le tribù dei "Carietes" e dei "Cantaber" le quali diedero inizio alle ostilità contro di loro fornendo così il pretesto all'Impero romano di intervenire nel Nord della Spagna dando inizio alle Guerre cantabriche (29 a.C. - 19 a.C.).
Oggi si dibatte se nell'Alto Medioevo, gli Autrigoni si fossero fusi poi con i vaschi basandosi questa ipotesi solo sul fatto che gli Autrigoni si fecero chiamare "vardulos", da Bardulia, antica località pre-romana coincidente con la parte orientale della costa cantabrica nella attuale provincia di Gipuzkoa.
Le notizie relative a queste antiche tribù del Nord della Spagna sono comunque solo di carattere storico mancando un contesto organico di reperti archeologici o di studi linguistici approfonditi che permettano di avere un quadro esatto dei loro rapporti e della loro evoluzione.